# Thyene chopardi
Thyene chopardi är en spindelart som beskrevs av Berland, Millot 1941. Thyene chopardi ingår i släktet Thyene och familjen hoppspindlar. Inga underarter finns listade i Catalogue of Life.